# Liberty Place
Liberty Place são dois arranha-céus na Filadélfia, com 288 e 258 metros. O primeiro foi concluído em 1987 com 61 andares, já o segundo foi concluído em 1990 com 58 andares. Foram projetados por Helmut Jahn.